# DYNLRB2
DYNLRB2 (англ. Dynein light chain roadblock-type 2) – білок, який кодується однойменним геном, розташованим у людей на 16-й хромосомі. Довжина поліпептидного ланцюга білка становить 96 амінокислот, а молекулярна маса — 10 855.
| 10         |  | 20         |  | 30         |  | 40         |  | 50         |
| ---------- |  | ---------- |  | ---------- |  | ---------- |  | ---------- |
| MAEVEETLKR |  | IQSHKGVIGT |  | MVVNAEGIPI |  | RTTLDNSTTV |  | QYAGLLHHLT |
| MKAKSTVRDI |  | DPQNDLTFLR |  | IRSKKHEIMV |  | APDKEYLLIV |  | IQNPCE     |

A: Аланін

C: Цистеїн

D: Аспарагінова кислота

E: Глутамінова кислота

F: Фенілаланін

G: Гліцин

H: Гістидин

I: Ізолейцин

K: Лізин

L: Лейцин

M: Метіонін

N: Аспарагін

P: Пролін

Q: Глутамін

R: Аргінін

S: Серин

T: Треонін

V: Валін

Кодований геном білок за функцією належить до білкових моторів. 
Задіяний у таких біологічних процесах, як транспорт, ацетилювання. 
Локалізований у цитоплазмі, цитоскелеті.